# John Carpenter
John Howard Carpenter (sinh ngày 16 tháng 1 năm 1948) là một đạo diễn, nhà sản xuất, diễn viên, biên kịch và nhà soạn nhạc người Mỹ. Mặc dù những bộ phim do Carpenter sản xuất đa dạng về thể loại nhưng tên tuổi của ông thường gắn liền với các tác phẩm kinh dị, hành động và khoa học viễn tưởng thập niên 1970 và 1980.